# Coccobacil

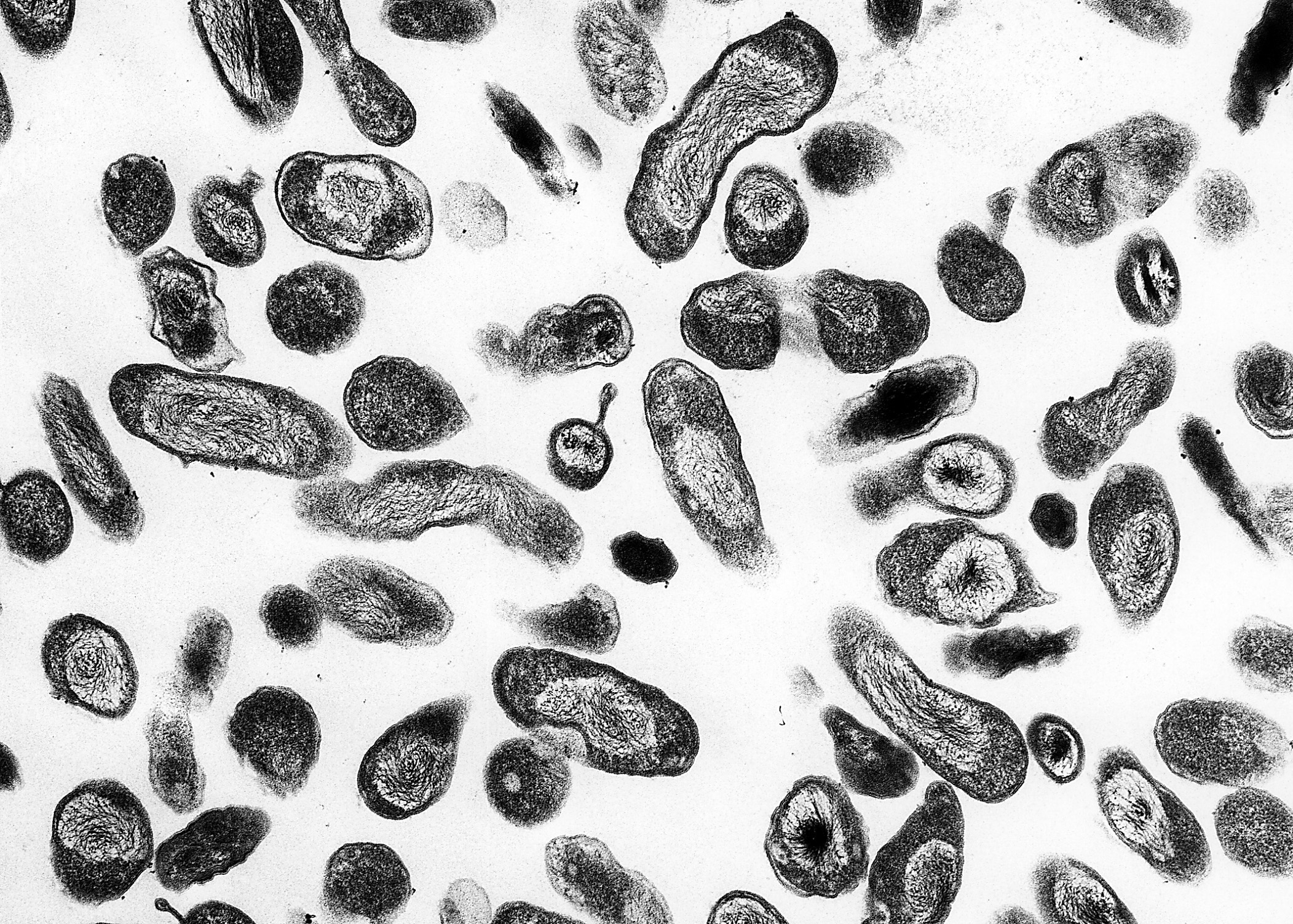
Coxiella burnetii

Un coccobacil, en anglès: coccobacillus (plural coccobacilli), és un tipus de bacteri amb una forma intermèdia entre els cocs (bacteris esfèrics) i bacils (bacteris amb forma de bastó). Els coccobacils són essencialment bacils molt curts i es poden confondre amb els cocs. Haemophilus influenzae, Gardnerella vaginalis, i Chlamydia trachomatis són coccobacils. Aggregatibacter actinomycetemcomitans és un coccobacil gram negatiu prevalent en les plaques subgingivals. Les soques d'Acinetobacter poden créixer en medis sòlids com coccobacils. Bordetella pertussis és un coccobacil gram negatiu que causa la tos ferina.
Coxiella burnetti també és un coccobacil. Els bacteris del gènere Brucella són coccobacils mèdicament importants que cusen la brucel·losis. Haemophilus ducreyi, un altre coccobacil gram negatiu s'observa en algunes malalties de transmissió sexual.